# Nahořany
Nahořany település Csehországban, Náchodi járásban. Nahořany Provodov-Šonov, Šestajovice, Slavětín nad Metují, Velká Jesenice, Černčice és Nové Město nad Metují településekkel határos. Lakosainak száma 615 fő (2024. január 1.).

## Népesség
A település lakosságának változását az alábbi diagram mutatja:
| Lakosok száma | 1121 | 1112 | 1009 | 659  | 553  | 478  | 584  | 590  | 576  | 615  |
|               | 1869 | 1890 | 1921 | 1950 | 1980 | 2001 | 2017 | 2019 | 2022 | 2024 |